# ペンシルフィッシュ
ペンシルフィッシュ (pencil fish) は、カラシン目レビアシナ科に属する小型淡水魚のグループ。16–17種がいる。
これらはナノストムス属 Nannostomus に分類することもあるが、さまざまな説がある。以下では、ナノストムス属とナノブリコン属 Nannobrycon に分ける説を取る。

## 特徴
アマゾン川、ネグロ川、ギアナなどに分布する淡水魚。
ペンシル（鉛筆）の名の通り、細長い体型をしている。ペンシルフィッシュの仲間は、コケ（糸状の藻類）を食べることで知られている。美しい色彩をしたものが多い。
ナノブリコン属は、頭部を上になるよう大きく体を傾けて泳ぐ。これは他のレビアシナ科には見られない特徴である。

## 種

### ナノストムス属
ベックフォルディペンシル

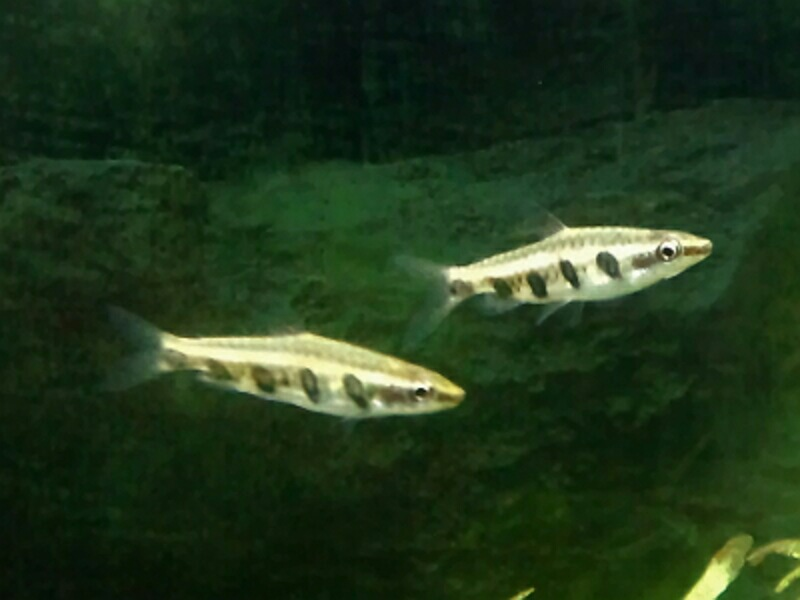
ナノストムス・エスペイ

学名 Nannostomus beckfordi Günther, 1872
模式種。ポピュラーなペンシルフィッシュで、養殖個体が大量に入荷する。別名ゴールデンペンシル。普段は黒と金のラインが一本ずつ入るだけのシンプルな模様だが、婚姻色を呈すると体が濃い褐色と赤に染まる。体が丈夫で飼育・繁殖はそれほど難しくない。全長4cm。

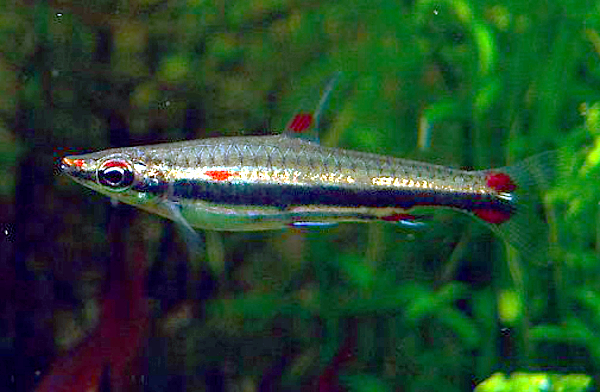
スリーラインペンシル
学名 Nannostomus trifasciatus Steindachner, 1876
各ヒレに赤い斑点を持つとても美しい種類。その発色のしかたは採取場所によって差が見られる。種小名のtrifasciatusを略した「トリファ」の名でも売られている。全長4～5cm。ベレン産のものは赤いラインが入り美しいが、気が強いために同種や近縁種との混泳には注意が必要。全長5cm。
ナノストムス・エリスルルス
学名 Nannostomus erythrurus
スリーラインペンシルに似るが、中央のラインが太い。
ナノストムス・リマートゥス
学名 Nannostomus limatus Weitzman, 1978
スリーラインペンシルに似るが、赤いスポットがない。
ナノストムス・マルギナトゥス
学名 Nannostomus marginatus Eigenmann, 1909
小型のペンシルフィッシュで、寸詰まりの体型をしている。いくつかの亜種のほか、飼育変種として後述のアークレッドペンシルに似た色合いを持つブラッドレッドペンシルや、黄色味の強いローザイエローペンシルなどがいる。
ドワーフペンシル
学名 Nannostomus marginatus marginatus
マルギナトゥスの原名亜種。3本の黒いラインと、体の中央部に短い赤いラインが入る。全長3cm。
ナノストムス・マルギナトゥス・ピクトラトゥス
学名 Nannostomus marginatus pictratus
尾びれの基部に赤いスポットが入るなどの差異がある。
アークレッドペンシル
学名 Nannostomus mortenthaleri Paepke and Arendt, 2001
最近になって登場した種類で、全身が真紅に染まり非常に美しい。主にペルーから輸入される。マルギナトゥスの亜種とする説もあるが、その割に性格は逆で気が強く同種間の争いが多いので、水草などをたくさん植えて隠れ場所を多く作って飼育するとよい。全長4cm。
ナノストムス・エスペイ
学名 Nannostomus espei (Meinken, 1956)
ラインを基調とした他のペンシルフィッシュと異なり、体側に5つの黒いスポットが入る独特の模様を持つ。かつては非常に輸入量が少なく、一度入荷したら4年は来ない"オリンピックフィッシュ"という異名を持っていた。90年代後半から比較的コンスタントに入荷するようになったが、それでも概ね毎年1回以上という程度であり、手軽に入手できる頻度ではなく今もやや珍しい部類と言える。全長4cm。
ナノストムス・ニチダス
学名 Nannostomus nitidus Weitzman, 1978
ベックフォルディペンシルに似た印象のペンシルフィッシュ。黒いラインの上側に入る光沢が緑を帯びることから、ネオングリーンペンシルの別名もある。
ハリソニーペンシル
学名 Nannostomus harrisoni (Eigenmann, 1909)
大型のペンシルフィッシュで、7cmほどになる。大型とは言っても非常に温和で、デリケートな性質である。
ナノストムス・ディグラムス
学名 Nannostomus digrammus (Fowler, 1913)
全長3cmほどの小型で細身のペンシルフィッシュ。暗色系のラインを基調とした体にメタリックに発色するラインが入る。外見のよく似た種が複数存在するが、本種は体側に赤いスポットがない。ツーストライプペンシルやグリーンペンシルとも呼ばれ、ニチダスおよびマリリナエと混同される事がある。
ナノストムス・マリリナエ
学名 Nannostomus marilynae Weitzman and Cobb, 1975
ディグラムスに酷似するが、体側にうっすらと2つの赤いスポットが見られる。別名グリーンストライプペンシル。
ナノストムス・ミニムス
学名 Nannostomus minimus Eigenmann, 1909
ディグラムスに似るが黒いラインの途中に赤いスポットが比較的明瞭に入り、脂ビレがなく、体形がふっくらとしている。後述のアンドゥゼイに匹敵する超小型種。
ナノストムス・アンドゥゼイ
学名 Nannostomus anduzei Fernandez and Weitzman, 1987
ペンシルフィッシュの仲間で最小の種類で、最大で2cmほど。雄雌で明確に体色が異なり、雄はヒレの赤みが目立つ。
ナノストムス・ビファスキアトゥス
学名 Nannostomus bifasciatus Hoedeman, 1954
2本の黒いラインが入り、ディグラムスに似た風貌だが脂ビレを持たない。
ナノストムス・ブリツキイ
学名 Nannostomus britskii Weitzman, 1978

### ナノブリコン属
ナノブリコン・エクエス
学名 Nannobrycon eques (Steindachner, 1876) = Nannostomus eques Steindachner, 1876
多くのペンシルフィッシュとは別属のナノブリコン属に属するペンシルフィッシュ。本来ペンシルフィッシュと呼ばれていたのはこの種で、水面近くを45°上を向いて泳ぐ独特の姿を鉛筆に例えて名づけられたと言われている。全体的に黒っぽく、ブラックペンシルとも呼ばれる。地域変異としてラインの下側に黒いスポットの入るものと入らないものがいる。全長5cm。
ワンラインペンシル
学名 Nannobrycon unifasciatus (Steindachner, 1876) = Nannostomus  unifasciatus Steindachner, 1876
ラインが一本のみ入ることからこの名前で呼ばれる。ハリソニーペンシルに似るが、ナノブリコン属独特の頭部を上にして泳ぐ様子や尾びれの下側全体に模様が入ることから見分けられる。全長5cm。